# Braunsapis elizabethana
Braunsapis elizabethana là một loài Hymenoptera trong họ Apidae. Loài này được Strand mô tả khoa học năm 1915.